# Российское Просвещение

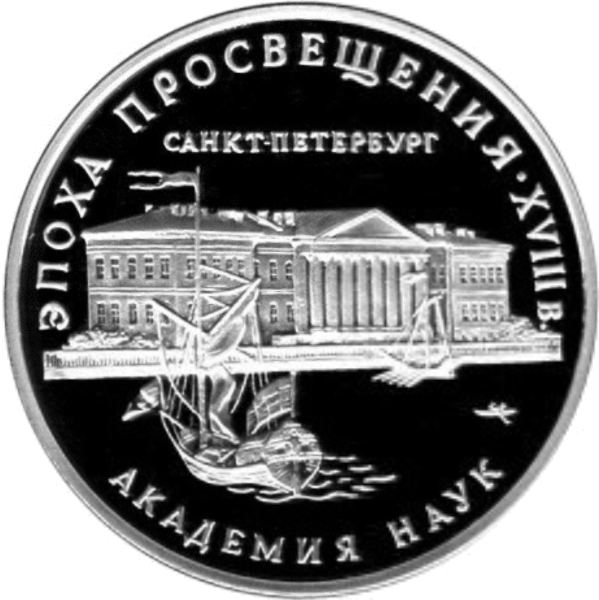
Монета Банка РФ

Российское Просвещение — эпоха просвещения и образования в Российской империи.
В России эпоха просвещения занимает преимущественно вторую половину XVIII века, когда российское правительство активно способствовало развитию наук и искусств. В этот период возникли первые российские университеты, библиотеки, театр, публичные музеи и относительно независимая пресса. Наибольший вклад в российское Просвещение принадлежит императрице Екатерине Великой, которая, как и прочие просвещённые монархи, играла ключевую роль в поддержке искусств, наук и образования. Хотя в России, как и в других европейских странах, в эту эпоху произошли существенные перемены, отличие российского Просвещения от западного состоит в том, что в России не только не произошло сдвига общественного мнения в сторону развития либеральных идей, но напротив, они были встречены крайне настороженно. В особенности русское дворянство сопротивлялось нападкам на крепостничество. Тем не менее восстание Пугачёва и Великая французская революция породили иллюзии предстоящих политических перемен и оказали значительное влияние на интеллектуальное развитие российского общества. Место России в мире в эту эпоху активно обсуждали Денис Фонвизин, Михаил Щербатов, Андрей Болотов, Иван Болтин и Александр Радищев. В дальнейшем эти дискуссии породили раскол русского общества на западников и славянофилов.

## Раннее Просвещение
Идеи Просвещения вначале были восприняты Петром I и его сподвижниками. Эти идеи оказали влияние на проповеди Феофана Прокоповича, сатиру Антиоха Кантемира, историографию Василия Татищева.
Во время правления дочери Петра императрицы Елизаветы идея просвещённого абсолютизма была подхвачена её фаворитом Иваном Шуваловым. Он был просвещённым придворным, содействовал основанию Московского университета и Императорской Академии художеств, в которых сосредоточилась интеллектуальная жизнь многих деятелей искусства последней четверти XVIII века. Шувалов покровительствовал и величайшему из русских учёных того времени Михаилу Ломоносову, который многое сделал в самых различных областях естествознания, а также в поэзии, религиозной философии и изобразительном искусстве.

## Екатерининская эпоха
Как и в остальной Европе, на русское Просвещение сильное влияние оказало Просвещение Франции. Наиболее сильным это влияние было в период правления Екатерины II. Екатерину обычно считают образцом просвещённого деспота. Как известно, она поддерживала дружескую переписку с Вольтером и Дидро, основала один из крупнейших музеев мира — Эрмитаж, Вольное экономическое общество и Российскую национальную библиотеку в Санкт-Петербурге, три учреждения, важнейших для последующего распространения образования и просвещения в России. Ко двору Екатерины стремились такие европейские деятели, как Дени Дидро, Леонард Эйлер, Пётр Паллас и Алессандро Калиостро. Когда во Франции издание Энциклопедии было под запретом, Екатерина предлагала Дидро закончить его работу в России.

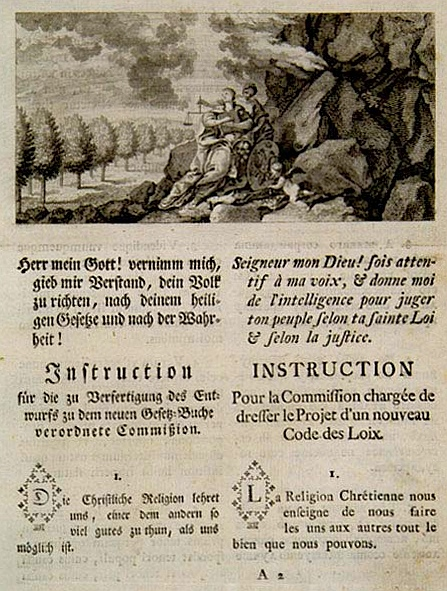
Титульный лист Наказа императрицы Екатерины II Уложенной комиссии 1767 г.

Хотя православие по-прежнему оставалось государственной религией, Екатерина, следуя советам своих просвещённых друзей, провела целый ряд реформ, в частности секуляризацию большей части русских монастырей. Были также проведены муниципальные реформы, благодаря которым русские города приобрели более рациональный план. В 1767 году императрица даже созвала Уложенную (законодательную) комиссию, которая должна была заменить ранее действовавшее Соборное уложение 1649 года и подвести законную базу под режим абсолютной монархии, установившийся в Российской империи вместо сословной монархии XVII века. Для комиссии был составлен Наказ, содержавший ряд идей государственного устройства, авторство которых принадлежит Чезаре Беккариа и Монтескьё. Хотя никаких практических последствий для ограничения режима самодержавия Наказ не имел, законодательная активность послужила некоторым стимулом для распространения либеральных идей; кульминацией его было появление книги Радищева «Путешествие из Петербурга в Москву» (1790).
Тем не менее, энтузиазм Екатерины по поводу французской Энциклопедии и идей её создателей никак не повлиял на режим её собственной абсолютной власти, а когда после американской и французской революций оказалось, что Просвещение оказывает сильное влияние на политическую жизнь, Николай Новиков за вольнодумство был заключён в тюрьму, Радищев — сослан на каторгу, а его работы, как и работы Вольтера, были сожжены и запрещены. Конституция Речи Посполитой от 3 мая 1791 года была расценена Екатериной как якобинская и опасная по своему влиянию на Россию и её собственному влиянию в Польше. В итоге в 1792 году разразилась русско-польская война, за которой последовали разделы Польши. Этот поворот от политики Просвещения получил название контрпросвещение.

## Образование
В начале царствования Петра Великого школы в России были предназначены для обучения лиц духовного звания. Из-за недостаточного количества светских школ Петр I посылал дворян учиться за границу. Он же предпринял усилия для организации в России школ западного образца. Одним из первых подобных учебных заведений стала навигацкая школа в Москве, созданная в 1701 году для подготовки кадров вновь построенного русского флота. В 1715 году для той же цели была открыта морская академия в Петербурге. В 1707 году в Москве появилась медицинская школа при военном госпитале, в 1715 году — инженерная школа и в том же году в Петербурге — артиллерийская. В 1720-х годах в России насчитывалось до полусотни школ в провинциальных городах, по большей части начальных, в которых выпускники Московской навигацкой школы преподавали «цыфирные науки».
Петр I ввел новый гражданский алфавит, написание букв которого приобрело сходство с латинским. Им были изданы Геометриа и другие светские учебники, а также знаменитое Юности честное зерцало, или Показание к житейскому обхождению, переведённое с немецкого наставление по светскому поведению для молодых дворян, которое только при жизни Петра выдержало три издания.

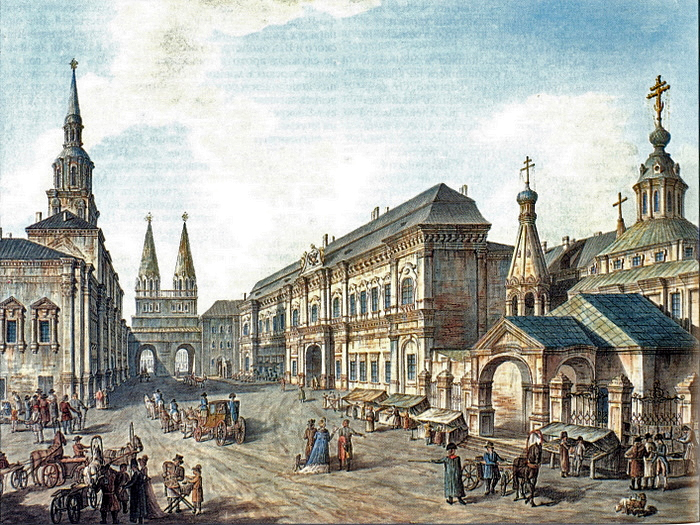
Первое здание Московского Университета (слева) у Воскресенских ворот на Красной площади.
Гравюра нач. XIX века

Будучи в Европе, царь пригласил в свою новую столицу многих учёных, из которых сформировал Академию наук. При ней уже после его смерти открылись два учебных заведения: Академическая гимназия и Академический университет с тремя факультетами и преподаванием математики, физики, анатомии, философии, истории и права. Вторым русским университетом стал Московский, открывшийся в 1755 году. Кроме его медицинского факультета и Московской госпитальной школы в Петербурге также уже существовали медицинские школы при госпиталях, которые в 1786 году были объединены в Главное врачебное училище. В 1798 году система учреждений здравоохранения и медицинского образования была дополнена созданием Московской медико-хирургической академии. Для высшего дворянства в 1731 году был учреждён Шляхетский кадетский корпус, а в 1752 году — Морской кадетский корпус. В образовательную программу Шляхетского корпуса входили логика, математика, физика, риторика, история, география, латинский и французский языки, этика, право, экономика, навигация, артиллерия и фортификация, фехтование, музыка, танцы, архитектура, рисование и скульптура. Во второй половине XVIII века получили распространение также частные пансионы и домашнее образование. Гувернёрами русские дворяне обычно приглашали французов.
В сравнении с Западной Европой Россия, обладая огромной территорией и населением, к концу эпохи Просвещения всё же имела мало учебных заведений. Ещё одной отличительной особенностью русского Просвещения была его зависимость от центральной власти. Если на Западе общество инициировало как Просвещение, так и политические изменения, то в России лидером просветительской миссии было правительство, опирающееся на авторитет самодержавия. Не будучи заинтересованным в политических переменах, оно не только не стимулировало развитие политической системы, но и законсервировало абсолютную монархию, которая в результате пережила конец Просвещения более чем на сто лет.
Недостаточность правительственных мер была предметом критики не только со стороны Новикова и Радищева. Видный публицист и историк Михаил Щербатов, на чьи представления о свободе сильно повлияли работы Руссо, считал, что России необходимо по-настоящему массовое образование. Иван Бецкой также ратовал за реформу образовательной системы. Его предложения отчасти воплотились в организации Смольного института, первого в России учебного заведения для женщин благородного происхождения. Этот проект был, в свою очередь, практическим воплощением идей французского просветителя Франсуа Фенелона, который считал, что женское образование является ключом для изменения общественной морали в целом. Директора Императорской Академии наук и искусств Екатерину Дашкову нередко считают также одной из основательниц суфражизма. Дашкова, в частности, реформировала русскую Академию по образцу французской.
Даже Русская православная церковь отчасти попала под влияние идей Просвещения. Московский митрополит Платон (Левшин) призывал к реформе духовного образования и религиозной толерантности.

## Наука
Впервые наука появилась в России при Петре Великом. Царь был заинтересован в составлении карт своих владений, в особенности на Дальнем Востоке, для чего посылал в Сибирь и Америку несколько экспедиций, в том числе знаменитую экспедицию Беринга. В 1719 г. Петр направил на Урал и в Сибирь Василия Татищева, одним из поручений которому также было географическое описание России. В ходе работы оно превратилось в историческое исследование, в частности, Татищев разыскал и подготовил к публикации Русскую правду, Судебник Ивана Грозного (1550), целый ряд летописей и множество других ценных исторических документов. Его работа над «Историей Российской» продолжалась в течение всей жизни; первый том этого труда был опубликован лишь в 1768—1769 гг. Г. Ф. Миллером, а пятый — в 1848 г. М. П. Погодиным.
Существенный толчок к развитию научных исследований был дан учреждением Петербургской Академии наук, куда были приглашены многие известные учёные Европы. Среди них был и Герхард Миллер, второй русский историк, автор «Описания Сибирского царства» (1750 г.) и норманнской гипотезы происхождения Руси. Географию и флору Сибири изучали академики Степан Крашенинников, Иван Лепехин и Петер Паллас. Русским академиком почти всю свою жизнь был и знаменитый математик Леонард Эйлер, который не только писал учебники на русском языке, но и стал в Петербурге автором множества научных трудов, среди которых «Механика, или наука о движении, в аналитическом изложении» (1736 г.) и «Всеобщая сферическая тригонометрия» (1779 г.), первое полное изложение всей системы сферической тригонометрии.
Большой вклад в развитие русской науки сделал академик Михаил Ломоносов. Он заложил основы современной физической химии, молекулярно-кинетической теории тепла, изготовлял телескопы собственной конструкции, с помощью которых открыл атмосферу у планеты Венеры, а также был одаренным поэтом и одним из создателей современного русского языка. Среди российских естествоиспытателей эпохи Просвещения известны также химик Товий Ловиц, натуралисты и этнографы Иоганн Георги и Иоганн Гюльденштедт, ботаник и географ Иоганн Фальк, географы Н. Я. Озерецковский и П. И. Рычков.

## Архитектура и искусство

### Архитектура
Зарубежное влияние в русской архитектуре раньше всего сказалось на московских постройках нарышкинского стиля, который включил в традиционный русско-византийский архитектурный стиль элементы западноевропейского барокко. Нарышкинский стиль получил своё название от боярской семьи Нарышкиных, к которой, в частности, относилась мать Петра I, Наталья Нарышкина. В конце XVII в. ими были возведены некоторые постройки, такие как церковь Покрова в Филях, сохранившиеся до нашего времени. Более решительный разрыв с византийской традицией состоялся в новой столице Петра I, Санкт-Петербурге, который с самого начала строился в духе петровского барокко. К нему, в числе прочих, относится знаменитый Петропавловский собор, усыпальница семьи Романовых. Первым архитектором Петербурга был итальянец Доменико Трезини, но уже в эту эпоху в России работали собственные талантливые зодчие, такие как Иван Зарудный. Некоторые здания строили по эскизам самого Петра Великого.

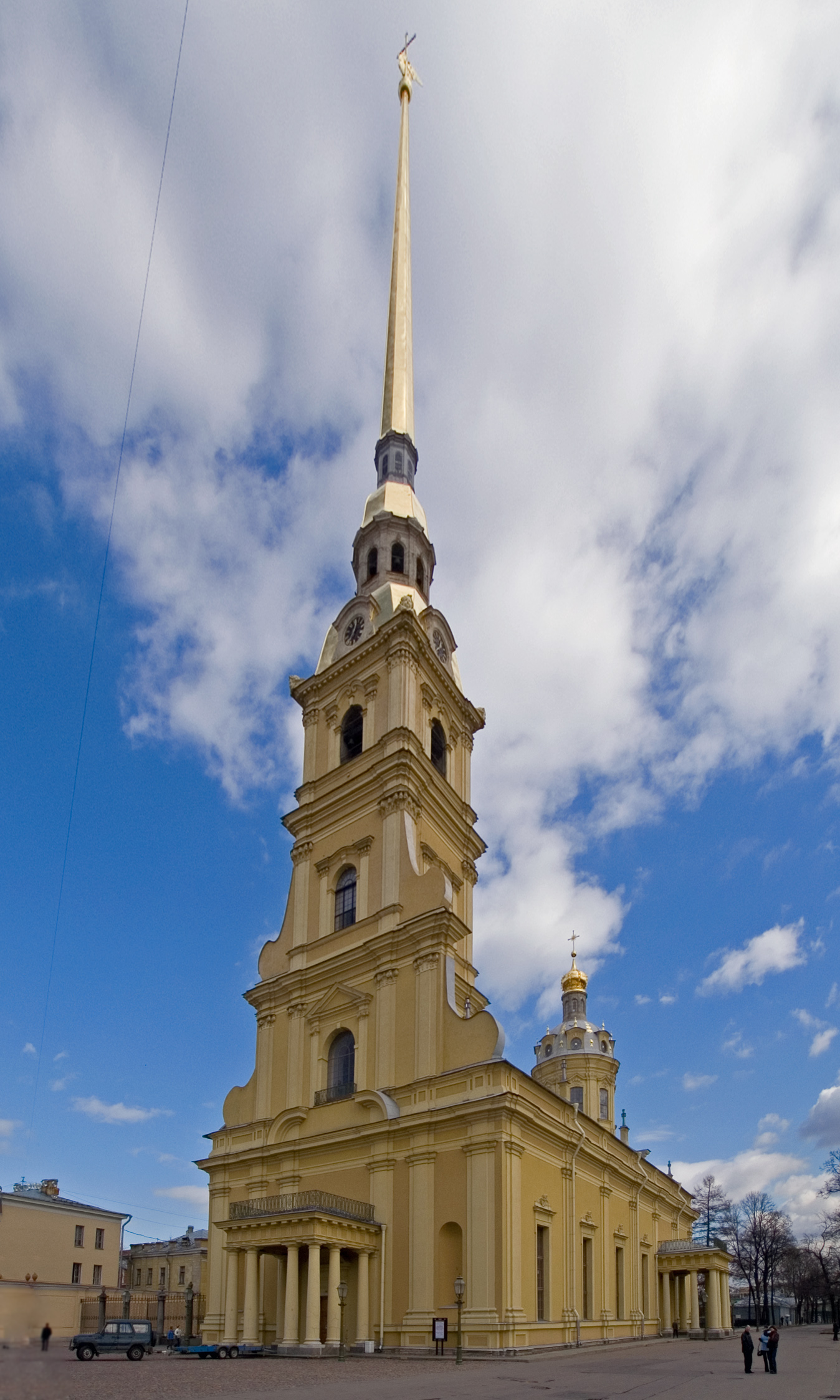
Петропавловский собор

Своей вершины русское барокко достигает в елизаветинскую эпоху, когда работала целая школа талантливых русских архитекторов, таких как Дмитрий Ухтомский и Савва Чевакинский. Тем не менее, из других стран Европы по-прежнему активно приглашали иностранцев, таких как Антонио Ринальди. Самым выдающимся зодчим этого времени считается Растрелли, который возвел Зимний дворец, Смольный монастырь, Строгановский дворец, Большой Петергофский дворец и множество других великолепных зданий Петербурга и его окрестностей. С приходом к власти Екатерины Великой Растрелли вынужден был уйти в отставку, так как императрица отдала предпочтение второму главному стилю эпохи Просвещения — классицизму. Этот стиль в России представлен работами Карло Росси, Джакомо Кваренги, Василия Баженова, Матвея Казакова и других выдающихся мастеров.

### Изобразительное искусство
В XVIII в. традиционная русская иконопись постепенно приходит в упадок. Все большее влияние на неё оказывает проникающая из-за рубежа масляная живопись, которая к этому времени прошла большой путь развития от эпохи Возрождения до барокко. Среди наиболее известных представителей иконописи этого периода выделяются Г. Т. Зиновьев, А. И. Казанцев и С. С. Нехлебаев. Иконы писал также известный живописец В. Л. Боровиковский.

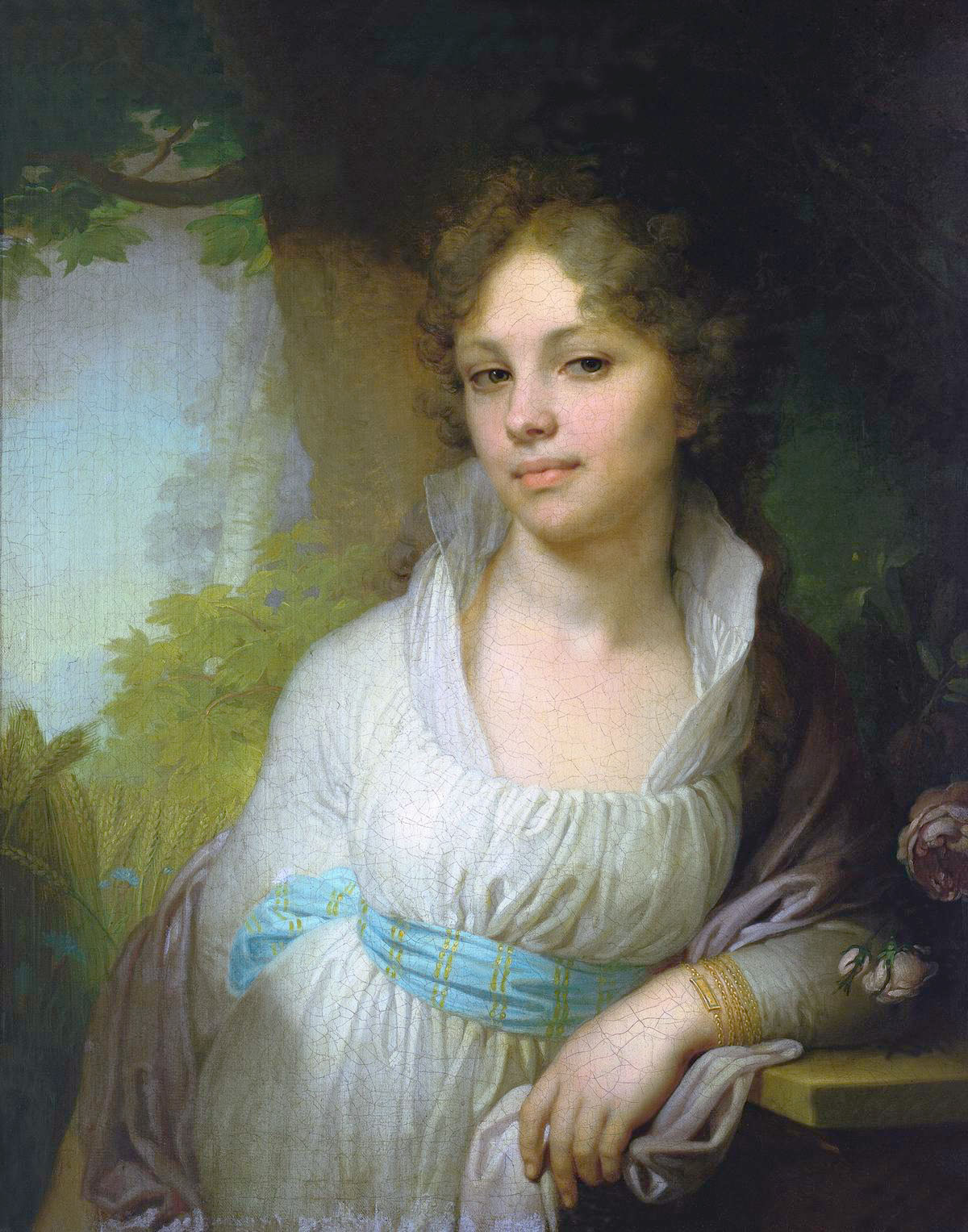
В. Л. Боровиковский. Портрет М. И. Лопухиной, 1797

Первые русские художники в современном смысле этого слова, такие как И. Н. Никитин и А. М. Матвеев, учились за границей. Другие (А. Шлютер, Л. Каравак) были приглашены из-за границы и работали в качестве придворных живописцев. Они не только создали отечественную школу живописи (И. Я. Вишняков, А. П. Антропов, А. И. Бельский), но и положили начало традиции, которую в современном искусствоведении называют россикой, изображению русской жизни западноевропейскими живописцами (П. Ротари, Г. Х. Грот, А. Рослин и др.).
После открытия в 1757 году Академии художеств (сперва с подачи и под прямым покровительством Шувалова, затем под началом Бецкого и Мусина-Пушкина) русская живопись эпохи Просвещения достигает расцвета в работах выдающихся мастеров Д. Г. Левицкого, В. Л. Боровиковского, Ф. С. Рокотова.

### Музыка и театр
Русская духовная музыка, как и Русская православная церковь в целом, претерпела период реформ ещё в XVII в., и её развитие под влиянием западноевропейской музыки продолжалось и в XVIII в. В конце XVII в. появилась «Мусикийская грамматика» Дилецкого, первое пособие по музыкальной грамоте. Музыкой сопровождались военные парады, театральные постановки и ассамблеи эпохи Петра Великого. Музыкантов ко двору часто приглашали из-за границы. Среди русских исполнителей XVIII в. известность приобрели скрипач Иван Хандошкин и певица Елизавета Сандунова, а авторов музыкальных произведений — Василий Титов и Василий Тредиаковский. Среди любителей музыки сенатор Григорий Теплов выделялся тем, что он сам был исполнителем и автором песен, изданных в виде сборника в 1751 г.
Первый балет был поставлен в России ещё в царствование отца Петра Великого, царя Алексея Михайловича. В 1738 г. в Петербурге была открыта «Танцевальная Ея Императорского Величества школа», будущая Академия русского балета им. А. Я. Вагановой, а в 1731 г. императрица Анна Иоанновна на свою коронацию в Москве пригласила из Италии и первую оперную труппу. За ней вскоре последовала ещё одна, под руководством Франческо Арайи, которая оставалась в Петербурге с 1735 до 1760 г. В основном опера в то время исполнялась на итальянском языке, но в 1755 г. Арайя написал и одну оперу на либретто Сумарокова, исполнявшуюся по-русски, открыв тем самым новую эпоху в русской музыке.
Франческо Арайя не был единственным композитором, чьи оперы исполнялись на русской сцене XVIII в. Кроме него для русской оперы писали музыку и другие зарубежные композиторы, такие как Галуппи, Иван Керцелли и др. В русских труппах пели нередко крепостные актёры, самой известной из которых является Прасковья Жемчугова, сопрано из частного театра графа Шереметьева, выступавшая на сцене Кускова и Останкина.
Екатерина II посылала своих лучших композиторов, таких как Березовский и Бортнянский, учиться за границу. К концу XVIII в. либретто все чаще писали на русском языке, как для опер «Анюта» (1772 г.) на текст Михаила Попова и «Мельник — колдун, обманщик и сват» (1779 г.) на текст Александра Аблесимова, музыку которой написал Михаил Соколовский. Важный вклад в раннюю русскую оперу сделали также Василий Пашкевич, Евстигней Фомин и лично Екатерина II, также писавшая либретто для опер.
Первая русская театральная труппа появилась в Ярославле в царствование Елизаветы. Её создали Фёдор Волков и Иван Дмитриевский, а творцом её репертуара был Александр Сумароков. В эпоху Екатерины II ведущими драматургами были Денис Фонвизин, высмеивавший провинциальных помещиков и их подражание всему французскому, Владимир Озеров, автор неоклассических трагедий с элементами сентиментализма, и Яков Княжнин, драма которого о народном восстании против Рюрика была объявлена якобинской и в 1791 г. публично сожжена. Даже сочинения любимого поэта Екатерины Великой Гавриила Державина, соединявшего в своих одах развлечение и нравственную назидательность, в последние годы её царствования порой были под запретом.

## Позднее Просвещение
Сменивший в 1796 г. Екатерину на русском троне император Павел I, хотя и правил не менее самодержавно, освободил из тюрем вольнодумцев Новикова и Радищева. В годы его короткого правления фаворитом императора среди писателей стал Иван Крылов, чьи басни вошли в моду как образец иносказательной речи на политически опасную тему.

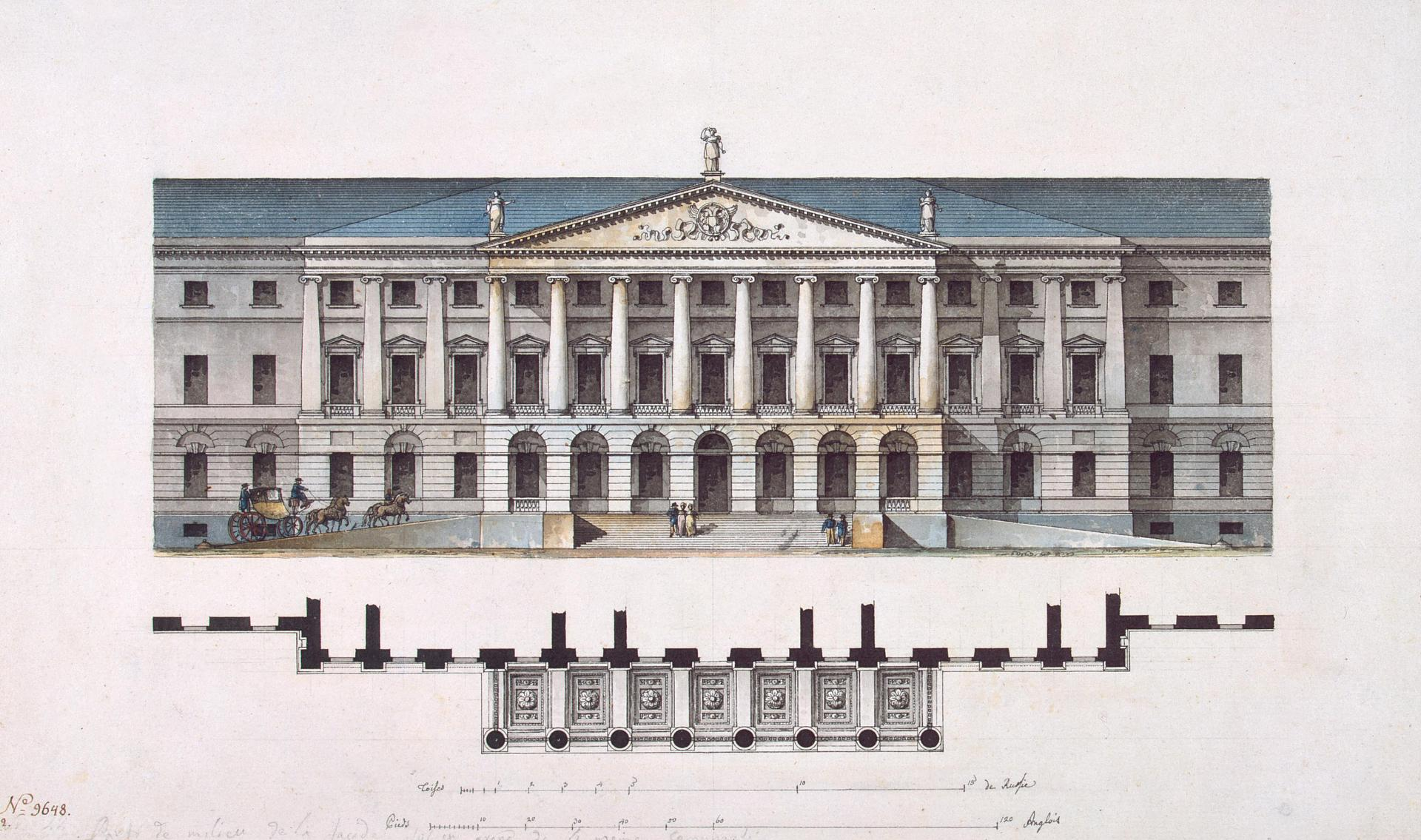
Смольный институт, проект архитектора Кваренги

Следующий император Александр I, пришедший к власти в результате государственного переворота, осознавал опасность противостояния между либерально настроенным дворянством и режимом его абсолютной власти. Впервые созванный им уже в 1801 г. Негласный комитет, как и Уложенная комиссия 1767 г., должен был разработать программу политических реформ. В 1801—1803 гг. рядом указов государственным крестьянам, купцам и прочим подданным неблагородных сословий разрешалось покупать землю, передача помещикам и закрепощение государственных крестьян были запрещены, был даже установлен механизм выкупа крестьянами личной свободы, которым, впрочем, сумела воспользоваться только наиболее предприимчивая часть крестьянства. После отмены крепостного права в Германии и Австрийской империи Россия все ещё оставалась единственной европейской страной, где господствовало средневековое крепостничество. Тем не менее, недавно присоединенное к империи Великое княжество Финляндское стало автономным, его законы не могли быть изменены без согласия местного сейма. После войны 1812 г. было отменено крепостное право в Прибалтике, а в 1815 г. получило конституцию Царство Польское (оба в составе Российской империи). В 1810 г. был учрежден новый орган управления, Государственный совет, канцелярию которого, по рекомендации одного из членов Негласного комитета, возглавил видный реформатор М. М. Сперанский, продолжавший свою деятельность даже в эпоху политической реакции, наступившую с воцарением Николая I. Программа реформ была в значительной мере осуществлена лишь при Александре II.

## Пушкин
В русском языке до конца первой четверти XIX века лексема «культура» в его составе отсутствовала, и её синонимом являлось слово просвещение.
В произведениях Александра Сергеевича Пушкина мы можем найти несколько толкований этого понятия и, как следствие, разное отношение к нему. С одной стороны, он использовал это слово в смысле, сходном с понятием культуры и образованности:

И в просвещении стать с веком наравне.
— Чаадаеву, 1821
Но полно: мрачная година протекла,

И ярче уж горит светильник просвещенья.
— Второе послание к цензору, 1824
О сколько нам открытий чудных

Готовят просвещенья дух

И Опыт, [сын] ошибок трудных,

И Гений, [парадоксов] друг,

[И Случай, бог изобретатель]
— О сколько нам открытий чудных, 1829
С другой стороны, он использовал его как синоним слова цивилизация (слово культура иногда также отождествляется с цивилизацией), отмечая в том числе и негативные её проявления:

Презрев оковы просвещенья,

Алеко волен, как они;

Он без забот и сожаленья

Ведёт кочующие дни.
— Цыганы, 1824
Судьба людей повсюду та же:

Где капля блага, там на страже

Уж просвещенье иль тиран.
— К морю, 1824